# Angèle Bettini del Rio
Pour les articles homonymes, voir Bettini.
Angèle Bettini del Rio, née Angèle del Rio le 20 mai 1922 à Toulouse et morte le 6 novembre 2017 à Toulouse, est une résistante française d'origine espagnole.

## Jeunesse
Ses parents sont des Espagnols exilés en France dans les années 1910. La famille Del Rio est modeste, souffrant du contexte de crise économique. Angèle Del Rio commence à travailler en 1936, alors que le Front populaire de Léon Blum remporte les élections législatives françaises de 1936. Elle s'engage alors dans les luttes sociales et rejoint les jeunesses communistes.
Avec la guerre civile espagnole (1936-1939), l'arrivée à Toulouse d'une forte communauté d'exilés espagnols et enfin l'arrivée au pouvoir du Philippe Pétain, la communauté espagnole et les membres du parti communiste sont ciblés par les lois autoritaires du gouvernement de Vichy. Le père et les frères de Del Rio sont arrêtés et internés dans le camp du Vernet, puis déportés en Algérie, au camp de Djelfa.

### Résistance
Relâchée en mars 1941, elle est à nouveau arrêtée en avril 1941 mais cette fois comme étrangère et enfermée au camp du Récébédou.

## Hommages
Une rue porte son nom dans la commune de L'Union. En 2009, une plaque commémorative a été installée au 13 rue Alsace-Lorraine à Toulouse en mémoire du premier acte de résistance toulousaine auquel Angèle Bettini del Rio a participé.
La ville de Portet sur Garonne à donné son nom à une salle de spectacle, à 2 pas du musée de la mémoire dans le quartier du Récébedou, inaugurée à l'automne 2023.

### Documentaire
Perron, Philippe. Cohen, Monique-Lise., « Camps d'internement du Midi de la France : entre histoire et mémoire, 1939-1944. », Mémoires, 2012 (consulté le 9 mars 2023)